# مجعة (يريم)

تعديل مصدري - تعديل

مجعة هي إحدى قرى عزلة بني مسلم بمديرية يريم التابعة لمحافظة إب، بلغ تعداد سكانها 627 نسمة حسب تعداد اليمن لعام 2004.